# Rifat Pašić
Rifat Pašić (Banja Luka, 1920. - Zagreb, 8. prosinca 2006.), bio je sudionik NOB-a, viši djelatnik Ozne i Udbe NR Hrvatske te visoki partijski dužnosnik.

## Djetinjstvo i mladost
Rođen je 1920. u Banjoj Luci, gdje završava pučku (osnovnu) i srednju školu, da bi potom studij medicine upisao na zagrebačkom Medicinskom fakultetu, kojeg nikad nije završio. Tijekom studija u Zagrebu, priključio se ilegalnom komunističkom pokretu, prvo je pristupio SKOJ-u, potom biva primljen u KPJ. Kao aktivist sudjelovao je u propagandnim aktivnostima djeljenja letaka i brošura među studentskom populacijom.

## Drugi svjetski rat
Početak Drugoga svjetskog rata, okupacija Kraljevine Jugoslavije i uspostava NDH, zatekli su ga u Banjoj Luci, odakle se nakon izbijanja ustanka, u srpnju 1941., priključio narodnooslobodilačkom pokretu na području Moslavine. U jedinicama Narodnooslobodilačke vojske Jugoslavije (NOVJ) prošao je ratni put od borca do viših i odgovornijih dužnosti, da bi, na jesen 1944., bio imenovan u službu u Ozni, te je kraj rata, u svibnju 1945., dočekao na mjestu zapovjednika zarobljeničkog logora Kanal u Zagrebu.  

## Karijera u socijalističkoj Jugoslaviji
Kao viši djelatnik Ozne sudjelovao je u isljeđivanju i sprovođenju kardinala Alojzija Stepinca na odsluženje kazne zatvora u KPD Lepoglava, te navodno, kazavši kako je  osobno više puta sudjelovao u trovanju istog. U Ozni, potom Udbi, je proveo još nekoliko godina, da bi potom diplomirao na Ekonomskom fakultetu u Zagrebu, te se zaposlio u poduzeću Merkantile, osnovanom 1950., u Zagrebu, gdje je sredinom 1950-ih bio imenovan za generalnog direktora te je proveo trideset i pet godina staža. Obnašao je dužnost člana Savjeta Visoke škole za vanjsku trgovinu u Zagrebu, a jedno je vrijeme bio imenovan na dužnost zamjenika sekretara u Republičkom sekretarijatu za privredu SR Hrvatske. 

## Odlazak u mirovinu i smrt
Nakon odlaska u mirovinu bio je aktivan u lokalnoj organizaciji SKH, da bi nakon demokratskih promjena u Hrvatskoj, 1990., sudjelovao je u radu Udruge antifašističkih boraca i antifašista Medveščak iz Zagreba. 
Umro je u osamdeset i šestoj godini, 8. prosinca 2006., u Zagrebu. Pokopan je ma gradskom groblju Mirogoj.